# The Pentagon (album)
| Recensione | Giudizio |
| ---------- | -------- |
| AllMusic   | [ 1 ]    |

The Pentagon è un album discografico dell'omonimo gruppo jazz capitanato dal pianista Cedar Walton e dal sassofonista Clifford Jordan, pubblicato dall'etichetta discografica giapponese East Wind Records nel 1976.

## Tracce
Lato A
1. Manteca – 5:53 (Walter G. Fuller, Dizzy Gillespie, Luciano Pozo Gonzales (Chano Pozo))
2. Darn That Dream – 5:14 (Eddie De Lange, Jimmy Van Heusen)
3. Una Mas – 5:12 (Kenny Dorham)

Lato B
1. D.B. Blues – 4:35 (Lester Young)
2. I Can't Get Started – 5:34 (Ira Gershwin, Vernon Duke)
3. He Is a Hero – 4:56 (Clifford Jordan)

## Musicisti
- Cedar Walton - pianoforte
- Clifford Jordan - sassofono tenore
- Sam Jones - contrabbasso
- Billy Higgins - batteria
- Ray Mantilla - congas (brani: Una Mas e He Is a Hero)[2]

Note aggiuntive
- Kiyoshi Itoh e Yasohachi Itoh - produttori
- Toshinari Koinuma - produttore esecutivo
- Registrato il 17 maggio 1976 al Media Sound Studios di New York
- David Baker - ingegnere delle registrazioni
- Yoshihiro Suzuki, Bob Clearmountain e Michael Barbiero - assistenti ingegnere delle registrazioni
- Joe Gastwirt - ingegnere (cutting)
- Ivan Waiters - assistente ingegnere (cutting)
- Eiko Ishioka e Motoko Naruse - design album
- Tadayuki Naitoh - fotografie
- Shigenari Ohnishi - Illustrazione copertina album[3]